# أرت غليسون
أرت غليسون (بالإنجليزية: Art Gleeson) هو عسكري أمريكي، ولد في 29 سبتمبر 1906 في سمتير في الولايات المتحدة، وتوفي في 27 نوفمبر 1964 في غولد بيتش في الولايات المتحدة.